# Kara Wolters
Kara Elizabeth Wolters, née le 15 août 1975 à Holliston, dans le Massachusetts aux États-Unis, est une joueuse américaine de basket-ball.

## Palmarès

### Club
compétitions nationales 
- championne WNBA 1999

### Sélection nationale
Jeux olympiques d'été
- Médaille d'or des Jeux olympiques de 2000 à Sydney,  Australie